# 德累斯顿火车总站
德累斯顿火车总站（德語：Dresden Hauptbahnhof）是德国城市德累斯顿的重要客运鐵路车站之一，于1897年落成。车站是杰钦－德累斯顿-新城铁路的始发点；目前車站內共有十八股軌道，月台分為下層中央的終點站與港灣式月台，及上層兩旁的穿越停靠站形式與島式月台。其車站等級為一等站，位於德累斯顿铁路枢纽中，與德累斯顿-新城车站同為該城市最重要的鐵路車站。

## 歷史
德累斯頓中央車站有直達柏林、布拉格和紐倫堡的列車。第一代車站於1897年開業，有著對稱的結構、希臘羅馬柱式、極簡飾紋、仿巴洛克式拱窗與穹頂，是典型的十九世紀末期新古典樣式建築。1945年2月開始的德累斯頓轟炸破壞了車站大樓。重建工作在戰爭結束後開始，並成為東德重要的鐵路樞紐之一。在1989年夏季，每日有156列定期的長途列車進出站，是當時東德德國國營鐵路僅次於柏林和萊比錫的第三大站。
自2000年以來，車站再次進行了大規模的翻新，車站的落成典禮於2006年11月10日晚上在大廳的穹頂下舉行，以紀念德累斯顿建市800週年，但實際的工程直至2011年6月才完成。新建築的最大特色是由英國建築師諾曼·福斯特設計的全新穹頂，其材質改為鐵氟龍玻璃纖維的採光玻璃罩，這是首次用這種新材料來處理歷史建築。

## 圖片集
- 2006年舉行的車站揭幕儀式（從左至右）：國務卿約格·亨納克斯、德勒斯登市長盧茨·沃格爾、薩克森州州长奧爾格·米爾布拉德特（英语：Georg Milbradt）、德國鐵路執行長哈特穆特·梅多恩（英语：Hartmut Mehdorn）、建築師諾曼·福斯特和主持人切爾諾·喬巴泰
- 車站正門（2007年）
- 入口大廳東翼（2002年）
- 正門上方的“薩克森尼亞”雕像（2007年）

## 外部連結
- Dresden Hauptbahnhof | Deutsche Bahn AG （页面存档备份，存于） （英文）（德文）
- Foster + Partners - project description